# Spilogona griseola
Spilogona griseola este o specie de muște din genul Spilogona, familia Muscidae. A fost descrisă pentru prima dată de Collin în anul 1930. Conform Catalogue of Life specia Spilogona griseola nu are subspecii cunoscute.